# یواس‌اس ماریتا (پی‌جی-۱۵)
یواس‌اس ماریتا (پی‌جی-۱۵) (به انگلیسی: USS Marietta (PG-15)) یک کشتی بود که طول آن ۱۸۹ فوت ۷ اینچ (۵۷٫۷۹ متر) بود. این کشتی در سال ۱۸۹۷ ساخته شد.